# Araneus elizabethae
Araneus elizabethae este o specie de păianjeni din genul Araneus, familia Araneidae, descrisă de Levi, 1991. Conform Catalogue of Life specia Araneus elizabethae nu are subspecii cunoscute.